# Iona (Minnesota)
Iona és una població dels Estats Units a l'estat de Minnesota. Segons el cens del 2000 tenia 173 habitants.

## Demografia
Segons el cens del 2000, Iona tenia 173 habitants, 80 habitatges, i 44 famílies. La densitat de població era de 84,6 habitants per km².
Dels 80 habitatges en un 18,8% hi vivien nens de menys de 18 anys, en un 47,5% hi vivien parelles casades, en un 5% dones solteres, i en un 45% no eren unitats familiars. En el 38,8% dels habitatges hi vivien persones soles el 21,3% de les quals corresponia a persones de 65 anys o més que vivien soles. El nombre mitjà de persones vivint en cada habitatge era de 2,16 i el nombre mitjà de persones que vivien en cada família era de 3.
Per edats la població es repartia de la següent manera: un 21,4% tenia menys de 18 anys, un 4,6% entre 18 i 24, un 24,9% entre 25 i 44, un 24,9% de 45 a 60 i un 24,3% 65 anys o més.
L'edat mediana era de 44 anys. Per cada 100 dones de 18 o més anys hi havia 86,3 homes.
La renda mediana per habitatge era de 25.625 $ i la renda mediana per família de 40.833 $. Els homes tenien una renda mediana de 27.500 $ mentre que les dones 19.500 $. La renda per capita de la població era de 14.746 $. Entorn del 8,3% de les famílies i el 8,4% de la població estaven per davall del llindar de pobresa.

## Poblacions més properes
El següent diagrama mostra les poblacions més properes.